# Friesischer Nagelkaas

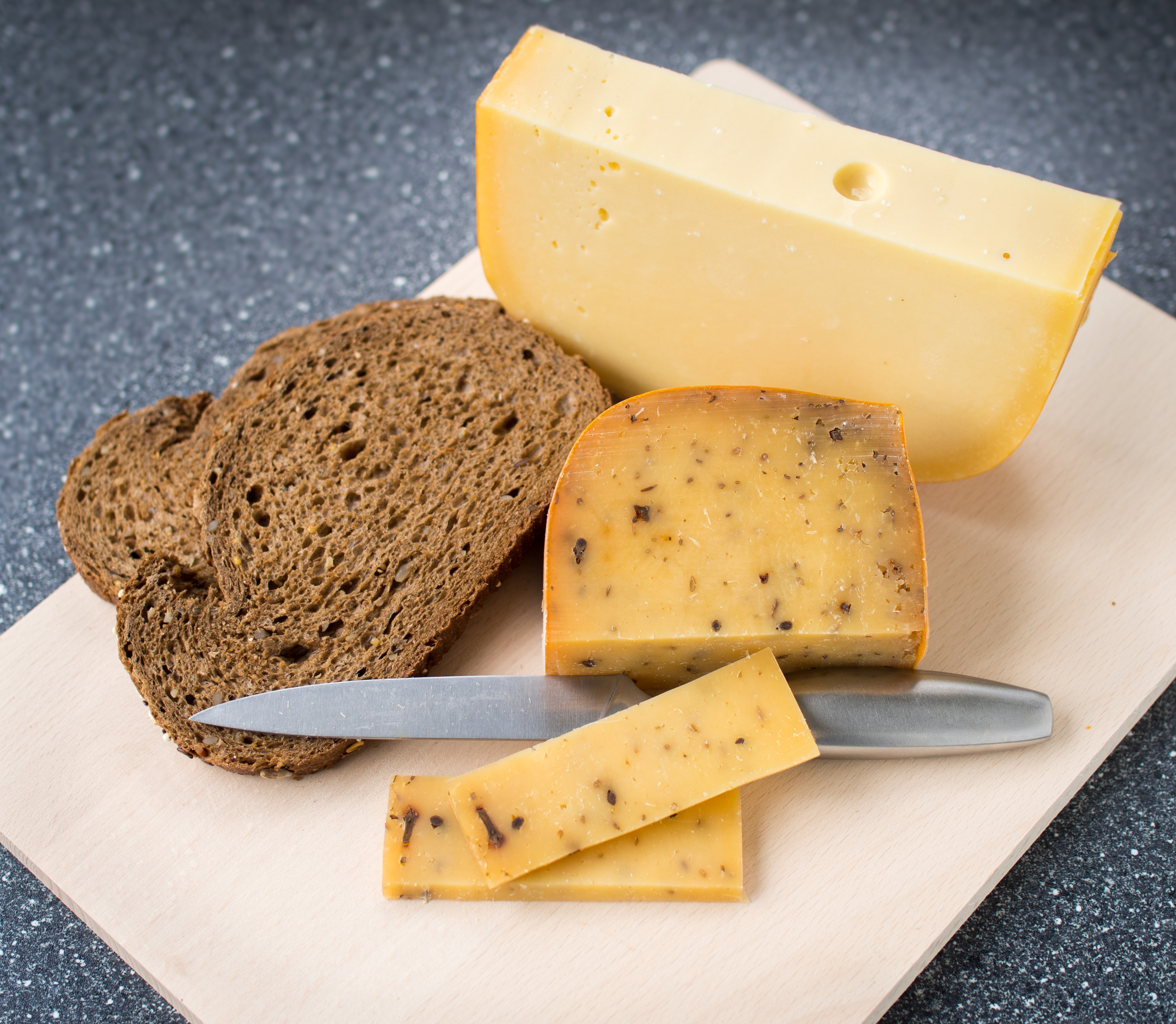
Reifer Nagelkaas und reifer Boerenkaas

Friesischer Nagelkaas (Nelkenkäse) ist eine Käsesorte, die unter Zugabe von Gewürznelken und Kümmel hergestellt wird.
Eine geschützte Sorte ist der Kanternagelkaas. Dieser ursprüngliche Nagelkaas wird aus Magermilch hergestellt. Friesischer Nagelkaas ist ein ungeschützter Name, der auch für Käse auf Basis von Vollmilch verwendet wird.

## Geschichte
Nagelkaas entstand zur Zeit der Niederländischen Ostindien-Kompanie. In Friesland wurde Käse aus Magermilch hergestellt. Dieser Käse hatte wenig Geschmack und wurde deshalb gewürzt. Die Nelken hatten eine konservierende Wirkung, was den Käse für den Transport auf langen Schiffsreisen besonders geeignet machte.